# Kugelpanzer

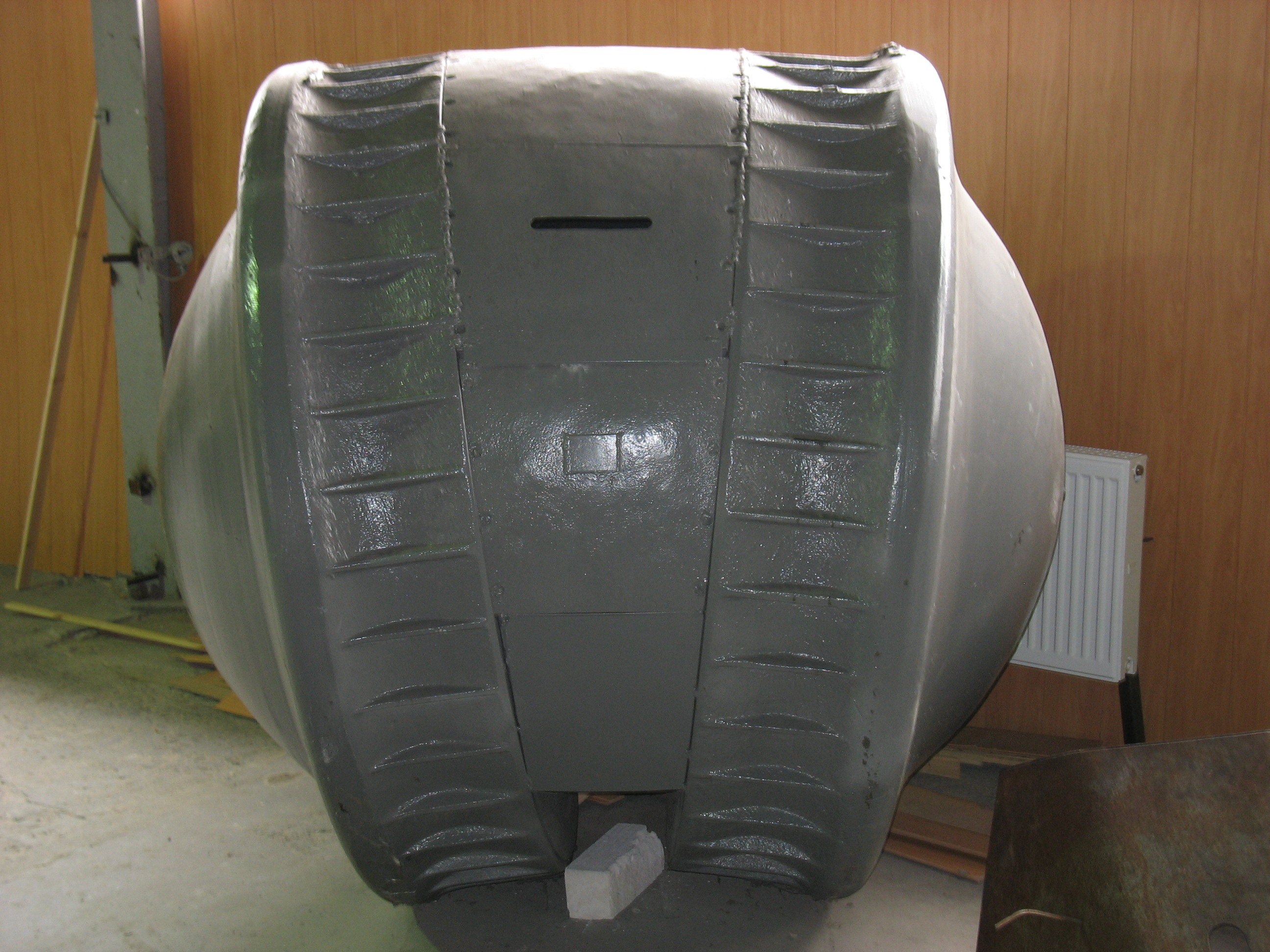
Der Kugelpanzer im Kubinka-Museum.

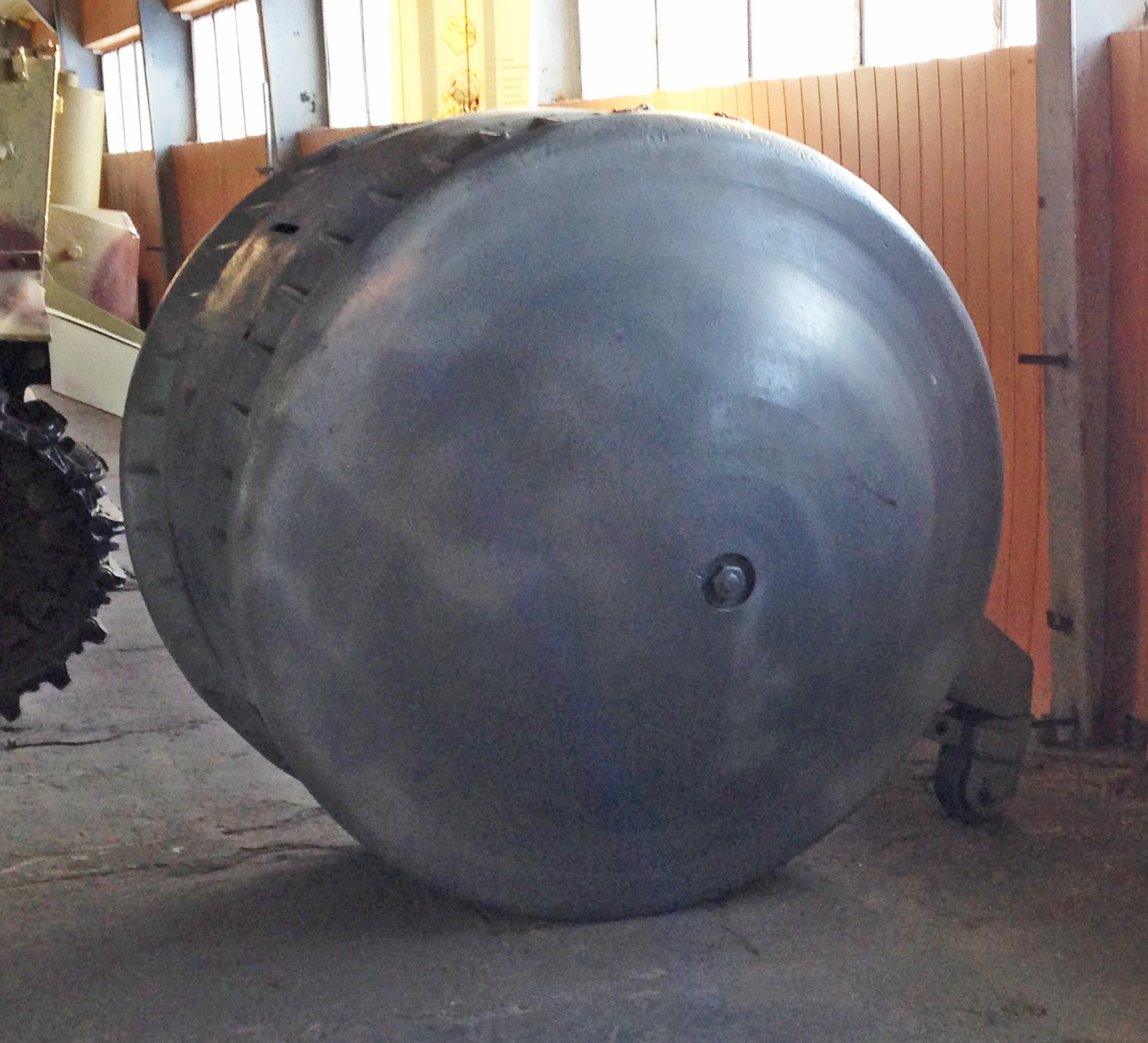
Kugelpanzer in der Seitenansicht.

Der Kugelpanzer ist ein ungewöhnliches und äußerst seltenes Panzerfahrzeug aus der Zeit des Zweiten Weltkriegs.

## Deutscher Kugelpanzer
Nur ein einziges Exemplar dieser Personenkleinstpanzer existiert heute noch. Es steht heute in der Sammlung deutscher Panzerfahrzeuge im Panzermuseum Kubinka. Der Kugelpanzer wird dort lediglich als „Exponat Nr. 37“ beschrieben. Das Fahrzeug wurde seit seiner Erbeutung verändert, der Antrieb wurde entfernt und es wurde neu- bzw. umlackiert. Im Jahr 2000 wurde der Originalanstrich wiederhergestellt.
Die Geschichte des Fahrzeugs ist praktisch unbekannt, da keinerlei Dokumente erbeutet wurden und keine Markierungen zu erkennen sind.
Lediglich fünf Punkte scheinen gesichert:
1. Es handelt sich um ein Fahrzeug deutscher Herstellung, das nach Japan verschifft wurde.
2. Es wurde als leichtes bemanntes Aufklärungsfahrzeug eingesetzt.
3. Es wurde 1945 von den sowjetischen Truppen erbeutet, vermutlich in der Mandschurei.
4. Die Außenpanzerung ist lediglich 5 mm dick.
5. Das Fahrzeug wurde von einem einzylindrigen Zweitaktmotor angetrieben.

Auf die Funktionsweise des Gefährts kann man nur aufgrund seines Äußeren schließen. So scheint es sich um einen Ein-Mann-Aufklärungspanzer zu handeln, ausgestattet mit gepanzerter Außenwand und einem Sichtschlitz. Vermutlich war der Antrieb unter oder hinter dem Fahrer angebracht. Am Heck befindet sich ein lenkbares Rad, um den Schwerpunkt hinter die Achse der beiden Spurräder zu verlagern und um Drehbewegungen, welche mit den Spurrädern ausgeführt werden, zu unterstützen.
Im stationären Betrieb konnte der Panzer wohl als gepanzerte Zuflucht oder Behelfsbunker dienen. Es ist anhand des vorhandenen Bildmaterials nicht festzustellen, ob Feuerwaffen aus dem Panzer heraus eingesetzt werden konnten und ob sich unterhalb des Sichtschlitzes eine Öffnung für Feuerwaffen befand.
Es gibt aber auch die Vermutung, dass es sich in Wirklichkeit gar nicht um einen Panzer deutscher Fertigung handelt und die obigen Vermutungen nicht zutreffen, sondern es sich um einen Scherz russischer Produktion handelt: 
- Der Panzer wäre für ein Aufklärungsfahrzeug viel zu auffällig und zu langsam
- Das kleine Heckrad würde sich im Gelände sofort festfahren
- Die Panzerung ist völlig ungenügend
- Die Schweißnähte am Exponat sind derart minderer Qualität, dass es eher nach russischer als nach deutscher Produktion aussieht.
- Es gibt weder in deutschen noch in russischen Archiven irgendeinen Hinweis auf den Bau oder die Erbeutung dieses Gerätes, was bei einem so außergewöhnlichen Gerät sehr unwahrscheinlich ist.

## Ähnliche Personenkleinstpanzer
Zur Fertigung von Kleinstpanzern, die zum Personenschutz bei Aufklärung, Pioniereinsatz, Angriff oder ähnlichen Zwecken eingesetzt wurden, sind kaum Informationen bekannt. Neben den etwas größeren Fahrpanzern, die teilweise mit Geschützen ausgerüstet wurden, ist nachfolgend eine Übersicht von Personenkleinstpanzern.

### Bouclier roulant

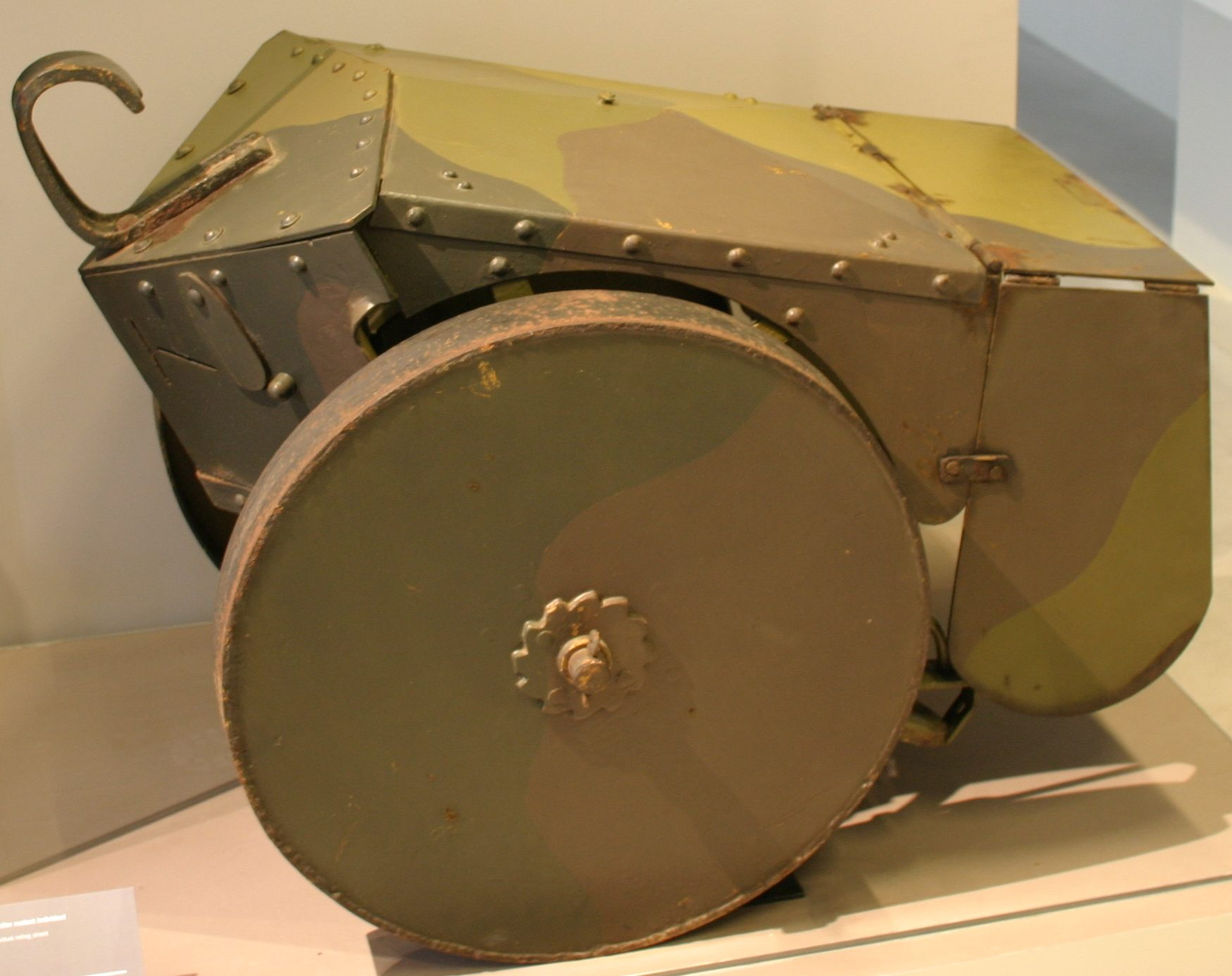
Personenkleinstpanzer Bouclier roulant im Musée de l’Armée (Paris).

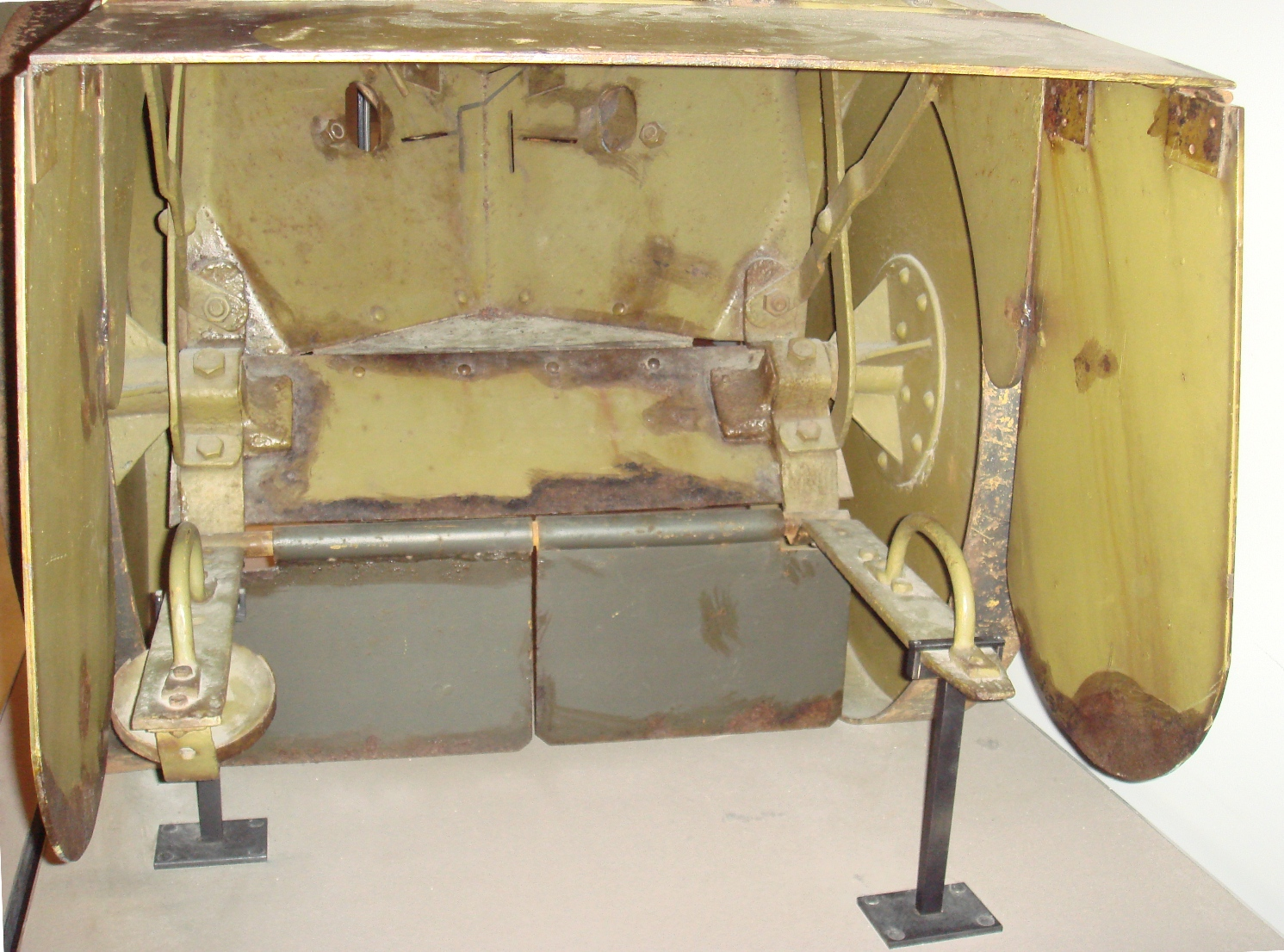
Innenansicht eines Bouclier roulant.

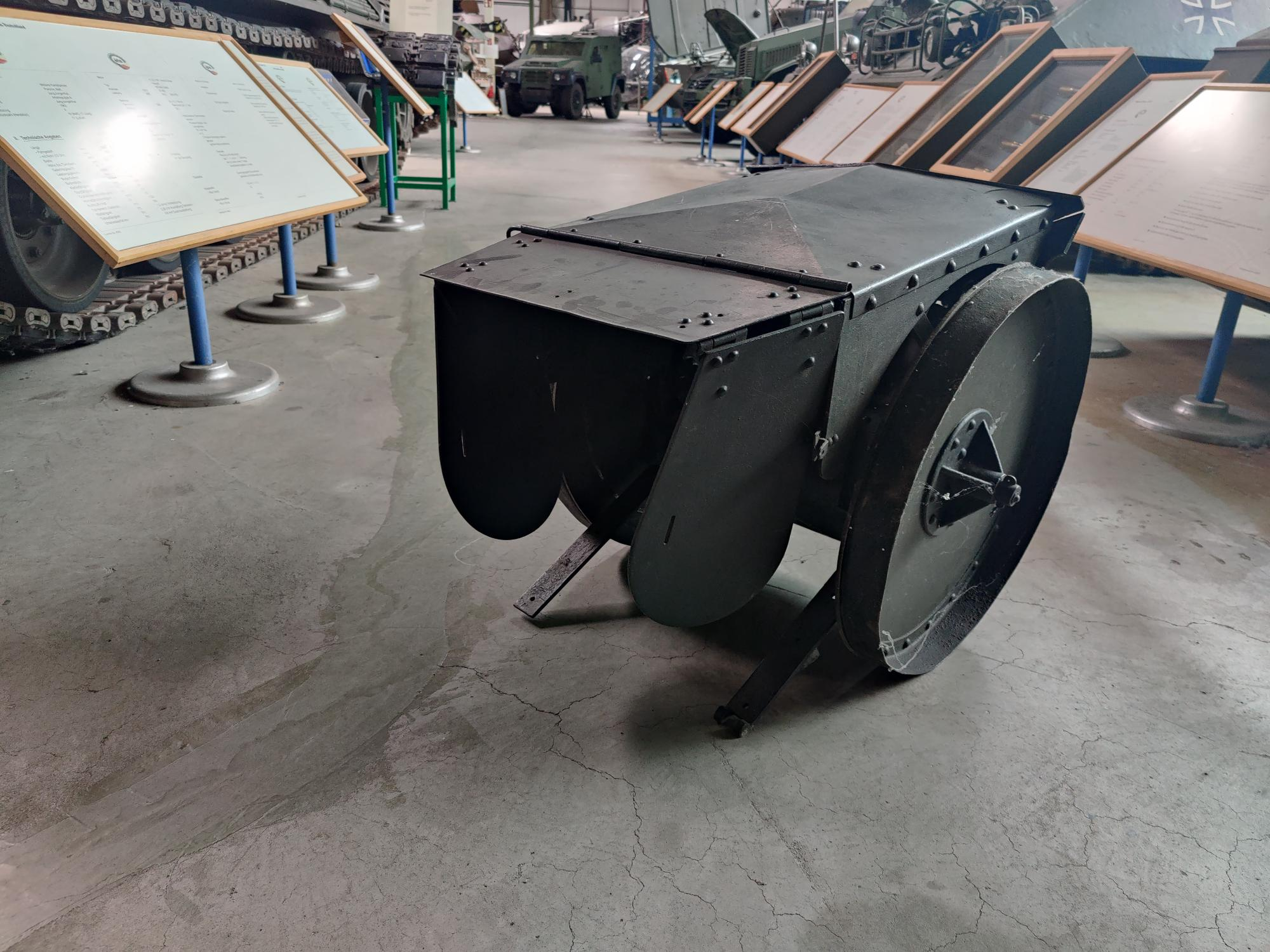
Bouclier roulant in der WTS-Koblenz.

Bewegliche Schilde zum Schutz von Soldaten waren schon im Mittelalter bekannt. Bewegliche Schilde und kleine bewegliche Panzerungen für eine Person gab es im Ersten Weltkrieg. In Frankreich wurden unter dem Begriff Bouclier roulant (Rollschild) derartige Schilde und Kleinstpanzer vorgestellt. Der hauptsächlich als Bouclier roulant im Ersten Weltkrieg bekannt gewordene Typ war für eine Person konzipiert. Motorisierten Antrieb hatte dieser Kleinstpanzer nicht. Die Geschwindigkeit dieser durch Menschenkraft angetriebenen Geräte wurde mit etwa 40 Meter pro Minute angegeben. Wie sie an den erkennbaren Haken und Ösen eventuell im Einsatz gezogen wurde, ist ungesichert. Angeblich wurden manche Bouclier roulants mit Drähten verbunden, um die Rückkehr der Kleinstpanzer zu erleichtern. Jeweils ein Exemplar dieser seltenen Bouclier roulants, die teilweise auch vom britischen Militär übernommen wurden, befinden sich im Musée de l’Armée und in der Wehrtechnischen Studiensammlung Koblenz.

### Tumbleweed Tank
Unter dem Begriff „Tumbleweed Tank“ („Taumelkraut-Panzer“) präsentierte die Zeitschrift Popular Science 1936 den Entwurf eines texanischen Erfinders. Das kugelrunde Gefährt war erheblich größer als sein deutsches Gegenstück. Es sollte drei Personen, drei Maschinengewehre sowie Ausrüstung und Motorantrieb aufnehmen können. Ebenfalls nur Projekt blieb ein, an ein Hochrad mit zwei seitlichen Stützrädern erinnernder, Ein-Mann-Panzer mit Maschinengewehr, dessen Entwurf die gleiche Zeitschrift im November 1933 vorgestellt hatte.